# ビル・オライリー (クリケット選手)
ウィリアム・ジョセフ・"ビル"・オライリー（William Joseph "Bill" O'Reilly、1905年12月20日 - 1992年10月6日）は、タイガー・オライリーとして知られているオーストラリアのニューサウスウェールズ州のホワイトクリフス出身のクリケット選手。
アイルランド系で、オーストラリアのクリケットの歴史の中で最も偉大なボウラーの一人であると評価されており、中でも最高のスピンボウラーであるとされている。引退後もクリケット記者やブロードキャスターとして活躍した。